# Juri Pawlowitsch Welikorodnych
Juri Pawlowitsch Welikorodnych (russisch Юрий Павлович Великородных, engl. Transkription Yuriy Velikorodnykh; * 18. Februar 1942 in Alexandrowsk, Oblast Molotow) ist ein ehemaliger sowjetischer Marathonläufer.
Am 12. Oktober 1968 gewann er einen Marathon in Chișinău in 2:19:29 h, bis heute die schnellste Zeit auf moldawischem Boden. Im Jahr darauf gewann er den Dębno-Marathon in 2:21:18 h und kam bei den Europameisterschaften in Athen auf den 15. Platz. 1970 wurde er Siebter beim Košice-Marathon und Zwölfter beim Fukuoka-Marathon.
1971 wurde er sowjetischer Meister in 2:19:11 h und belegte bei den Europameisterschaften in Helsinki den 19. Platz, und 1972 qualifizierte er sich als sowjetischer Vizemeister für die Olympischen Spiele in München, bei denen er auf Rang 14 kam.
Ebenfalls nationaler Vizemeister wurde er im darauffolgenden Jahr. 1974 errang er in 2:15:28 h erneut den Meistertitel, kam aber bei den Europameisterschaften in Rom nicht ins Ziel.
1976 stellte er als Dritter des Dębno-Marathons mit 2:12:59 h seine persönliche Bestzeit auf und belegte bei den Olympischen Spielen in Montreal den 24. Platz.
Juri Welikorodnych studierte am Polytechnischen Institut Perm (heute Nationale Polytechnische Forschungsuniversität Perm) Bergbauwesen. Er startete für Burewestnik Perm und wurde von Wiktor Starjuk trainiert. Von 1983 bis 1986 war er leitender Trainer der sowjetischen Marathonmannschaft und führte das Frauenteam zum Silbermedaillengewinn beim IAAF-Weltcup-Marathon 1985. Heute ist er Vizepräsident des Leichtathletikverbands der Region Perm.